# Histoire d'O (boek)
Histoire d'O is een bdsm-roman van de Franse schrijfster Pauline Réage (pseudoniem van Anne Desclos), gepubliceerd in 1954. De roman werd in 1969 door Adriaan Morriën in het Nederlands vertaald als Het verhaal van O. Naar verluidt vormde Édith Thomas de inspiratie voor een aantal personages.
Het boek werd in 1975 verfilmd door de Franse filmregisseur Just Jaeckin, met Corinne Cléry en Udo Kier in de hoofdrollen.

## Nederlandse vertalingen
- Pauline Réage: Het verhaal van O. Vertaling: Adriaan Morriën. Amsterdam, De Bezige Bij, 1969. Geen ISBN.  7e druk: Amsterdam, De Arbeiderspers, 1993. ISBN 90-295-3469-9. Amsterdam, Rainbow Pockets, 1999: ISBN 90-417-4003-1. Amsterdam, Het Parool, 2005: ISBN 90-250-0010-X. Amsterdam, Lebowski Publishers, 2013: ISBN 9789048817139
- Pauline Réage: Terug naar Roissy. Vertaling: Adriaan Morriën en Anna Tilroe. Amsterdam, De Bezige Bij, 1977. ISBN 90-234-0566-8